# Ачалой (тайп)
Ачалой — чеченский тайп, представители которого входят в тукхум Чеберлой. Историческое поселение Ачалой. Также имеется родовая боевая башня Ачало, находящаяся в Шатойском районе Чеченской Республики.

## Название
По мнению чеченского историка, кандидата исторических наук Сайпуди Натаева, название тайпа Ачалой — можно перевести как Ачелой/Ачалой — ремесленники, мастера-деревообработчики, от чеч. «ачал» — название «железного дерева».

## Расселение
Чеченский исследователь-краевед, педагог и народный поэт А. С. Сулейманов, зафиксировал представителей тайпа в следующих населённых пунктах: Гойты, Сержень-Юрт, Шали. В Сержень-Юрте у тайпа имеется квартал «Ачалойн юкъ».